# Poimeniek
Poimeniek (Grieks: ποιμήν poimḗn, herder) is de wetenschappelijke doordenking van het pastoraat. Het is een theologische discipline binnen de praktische theologie, dat op haar beurt weer onderdeel is van de faculteit der godgeleerdheid. Poimeniek wordt als vak ook op hbo-opleidingen gegeven, bijvoorbeeld bij de opleiding voor pastoraal werker.

## Het doel van het pastoraat
De Apeldoornse theoloog Wim Velema ziet een drievoudige taak voor de pastor (de persoon die pastoraat bedrijft). Het woord pastor of pastoraat is afgeleid van het Griekse woord ποιμήν, dat herder betekent. Uitgaande van dit beeld van de pastor als herder, schetst Velema drie taken voor de pastor. Ten eerste zorgt de pastor voor de kudde en verzorgt hij zijn schapen. In deze zorgtaak ligt vooral opgesloten het weiden en tot de waterbronnen leiden van de kudde. Als zorgende herder gaat de herder zijn kudde ook voor. Dat is de leidinggevende laak van de herder. Ten derde - schrijft Velema - heeft de herder een bewarende taak. De herder beschermt en vecht. Hij weert af en beschermt.
In navolging van W.A. Clebsch en Ch.R. Jaekle schetst Gerben Heitink vier taken of functies van het pastoraat. Hij gebruikt hiervoor de volgende vier werkwoorden: helen, bijstaan, begeleiden en verzoenen.

## Stromingen binnen het pastoraat
Binnen de theologie bestaan verschillende stromingen (denk bijvoorbeeld aan lutherse, calvinistische of dialectische theologie) die hun invloed hebben op het pastoraat, al hoeft niet altijd de theologische stroming van invloed te zijn op het ontstaan of de ontwikkeling van een vorm van pastoraat.

### Kerugmatisch pastoraat
De term kerugmatisch pastoraat is afkomstig van het Griekse woord ‘kerugma’, wat zoveel betekent als verkondiging. De naam van Eduard Thurneysen is onlosmakelijk verbonden met deze vorm van pastoraat. Volgens Thurneysen is pastoraat een speciale vorm van de prediking. Alleen het Woord van God kan de afstand tussen God en (zondige) mensen overbruggen, daarom moet het Woord van God en de vergeving van zonden in het pastoraat in het middelpunt staan. Het pastorale gesprek moet daarom op een of andere manier een biechtgesprek worden. Het Woord van God heeft bij Thurneysen geen logische maar een theologische prioriteit. Aandacht voor de mens in het pastoraat is er primair als adres voor de verkondiging. In Thurneysens latere werk benadrukte hij sterker het ontmoetingskarakter van het pastoraat. Op de achtergrond van de stroming van het 'kerugmatisch pastoraat' staat de dialectische theologie van Karl Barth, met wie Thurneysen bevriend was.
De christelijke gereformeerde predikant J.W. van Pelt stelt in Pastoraat in trinitarisch perspectief dat het kerugmatisch pastoraat diepe sporen getrokken heeft, maar dat het met de opkomst van de 'post-barthiaanse' theologie haar invloed steeds verder terug gelopen is. Van Pelt is ook kritisch en stelt dat de boodschap van genade en vergeving zo centraal komt te staan, dat er voor niets anders plaats overblijft. Thurneysens vorm van pastoraat wordt wel gezien als autoritair, omdat het Woord meer aandacht krijgt dan de gesprekspartner. Rudolf Bohren, een leerling van Thurnysen,  stelde echter dat zijn pastoraat allesbehalve autoritair was.

### Therapeutisch pastoraat
De bakermat van deze stroming ligt in Amerika en de grondlegger is Anton.T. Boisen. Men kan de therapeutisering van het pastoraat in verband brengen met de secularisatie. Een van de belangrijkste vertegenwoordigers van deze stroming is Seward Hiltner (1909-1984). Binnen deze stroming speelt de theologie van Paul Tillich een grote rol. Hiltner stond een vorm van pastoraat voor waarbij de 'cliënt' centraal staat. Later stond niet de 'client', maar de relatie tussen 'cliënt' en pastor centraal.
Op deze vorm van pastoraat kwam kritiek. Deze kritiek is niet zozeer op het model gericht als wel op de eenzijdigheden. Het gaat in de samenleving niet alleen om psychologie, maar ook om ethiek. Een professionele theoloog moet goed weten dat de theologie zijn basiswetenschap is. Deze kritiek is overgenomen door mensen die een meer hermeneutische benadering voorstaan.
In Nederland werd deze vorm van pastoraat bekend onder de naam Klinische Pastorale Vorming of Klinische Pastorale Training. Aan de vestiging van de Klinische Pastorale Vorming is de naam van de hervormde predikant W. Zijlstra verbonden. Hij volgde een opleiding in Amerika en introduceerde het gedachtegoed in Nederland. In Nederland richtte hij een trainingscentrum op. In deze klinische pastorale vorming (van predikanten, theologen, pastores), gaat het om een integratie van theologie en psychologie in het eigen leven van pastores.

### Hermeneutisch pastoraat
De term hermeneutisch pastoraat is gebaseerd op het Grieks woord ‘hermeneuein’, wat staat voor interpreteren en vertalen. In het hermeneutisch pastoraat staat de verbinding tussen traditie en ervaring. Gerben Heitink typeert deze vorm van pastoraat in zijn boek Pastorale zorg als een theologische verwerking van de Verlichting en leidt ze terug op Schleiermacher. Drie eigenschappen van het hermeneutische model:
- God openbaart zich aan de mens in zijn menselijke ervaringswereld, als regel indirect, dat wil zeggen langs de weg van waarnemings-en bewustwordingsprocessen, de weg waarlangs alle ervaren tot stand komt.
- God gaat met de mens om in de weg van een leerproces, waarin de levensgeschiedenis van de mens geïnterpreteerd wordt vanuit de heilsgeschiedenis van God met mensen.
- God gaat bij voorkeur middellijk met de mens om, dat wil zeggen via mensen die op hun beurt menselijk met hun naaste trachten om te gaan.[7]

Heitink spreekt van bipolariteit. Hij bedoelt hiermee dat de pastor (in het hermeneutisch pastoraat) bemiddelt tussen psychologische taal en theologische taal. De pastor is tolk. Dit vraagt van de pastor dat hij of zij 'tweetalig' is, men moet zowel theologisch als psychologisch geschoold zijn.
Onderdeel van het hermeneutisch pastoraat is de narratieve benadering. Binnen de narratieve benadering van het pastoraat gaat het er om dat mensen ‘op verhaal komen’, dat het verhaal van mensen met het verhaal van God (de verhalen uit de Schrift) verbonden wordt. Bij deze benadering ligt er een link met de stelling van de Franse filosoof Jean-François Lyotard, die stelde dat de grote Verhalen of ideologieën hun invloed hebben verloren.

### Contextueel pastoraat
Het contextuele pastoraat rust op het gedachtegoed van de Hongaarse psychiater-psychotherapeut Iván Böszörményi-Nagy. Nagy combineerde inzichten uit de systeemtheorie en de psychoanalyse tot een nieuwe vorm van therapie, die hij ‘contextueel’ noemde. De term context is gekozen om de dynamische verbondenheid aan te geven van een persoon met diens relaties, dwars door de generaties. Contextuele hulpverlening is dus hulpverlening die rekening houdt met en gebruik maakt van de dynamische intergenerationele verbondenheid met anderen. De context van ieder mens of de relationele werkelijkheid heeft volgens de contextuele therapie van Nagy vier dimensies:
1. De feiten. Bij de feiten in iemands leven gaat het om erfelijkheid, lichamelijke eigenschappen, samenstelling van het gezin, ‘objectieve’ gegevens als geboortedata, werkloosheid, oorlog, echtscheiding etc. Sommige feiten zijn onontkoombaar, anderen zijn verkozen.
2. De psychologie. Hoe verwerkt men alle feiten en gebeurtenissen? Wat roept dat op aan emoties, ervaringen en motivaties? De psychologie is de subjectieve ervaring van de werkelijkheid. Nagy stelt de psychologische dimensie niet centraal in zijn theorie.[8]
3. De interacties. Daarbij gaat het om de patronen van communicatie en ander waarneembaar gedrag tussen personen, zoals gezinsregels, feedbackpatronen en mechanismen als die van de zondebok. Ook coalitievormingen tussen mensen binnen een context vallen onder de derde dimensie.
4. De relationele ethiek.Bij relationele ethiek gaat het om de rechtvaardigheid van de relatie, het relationele evenwicht, de balans van geven en nemen. Een relatie is rechtvaardig als er (op de lange termijn) evenwicht is tussen geven en nemen, tussen rechten en plichten.[9]

Het volle gewicht van de context, de relationele werkelijkheid en de vier dimensies heeft geleid tot de specifieke contextuele therapie. De vierde dimensie vormt daarbij de belangrijkste leidraad.
De contextuele benadering waarin de mens en zijn gehele context meespelen, zijn rechten en plichten, verantwoordelijkheden en de taak om zorg te dragen voor elkaar, spreekt veel gelovigen en pastores aan. Een belangrijk onderdeel van deze contextuele benadering is de 'meerzijdig gerichte partijdigheid'. In gezinnen of families zijn meerdere 'partijen' betrokken. De pastor vraagt aandacht voor het verhaal van iedere partij, niet omdat te relativeren, maar te relateren. Ieders verhaal verdient erkenning, en door de meerzijdige partijdigheid komt ieder aan de beurt. De pastor is een veelzijdig bondgenoot. Dat betekent overigens niet dat die 'partijen' ook daadwerkelijk aanwezig zijn. Zo vraagt een pastor niet alleen 'wat betekende je vader voor jou?' maar ook 'weet je wat jij voor je vader hebt betekend?'. Dit kan een herkaderende werking hebben. De pastor wil dus zijn verbindend spreken en de meerzijdige partijdigheid een dialoog opgang brengen.
Pioniers van het contextuele pastoraat waren J.N. Meulink-Korf en M.A. van Rhijn. Zij schreven een inleiding in het contextueel pastoraat, De onvermoede derde, eerste druk 2002.
Joke van Saane stelt in het tijdschrift Kontekstueel dat er in de genoemde relationele ethiek geen inhoudelijk a priori is, geen waarden die absoluut en nastrevenswaardig op zichzelf zijn, maar rechtvaardigheid wordt gevonden in de balans tussen geven en nemen binnen intermenselijke relaties.  Dit kan men volgens haar vanuit het bijbelse geloven armzalig noemen. Zij stelt dat een balans tussen geven en nemen weinig plaats laat voor de genezende en bevrijdende werking van Jezus’ aansporing de andere wang toe te keren aan degene die ons slaat. Wanneer we in deze therapie of deze vorm van pastoraat afhankelijk zijn van anderen, en van onze relatie tot anderen, komen we er als het erom spant maar bekaaid van af. Juist de ontmoeting met de Ander (God, Jezus) Die oneindig geeft zonder iets terug te vragen, werkt genezend.

## De pastor
Van de pastor kan (vaak) gezegd worden dat hij of zij bestaat uit de drieslag persoon, ambt en beroep.

### Wederkerigheid
Die persoon die pastoraat bedrijft wordt wel een pastor genoemd. Hij of zij kan tegelijkertijd dominee, pastoraal werker of bezoekbroeder of zuster zijn. Gerben Heitink stelt in zijn boek Pastorale zorg dat de positie van de pastor en de pastorant of gesprekspartner principieel omkeerbaar zijn. Binnen de gemeenschap van de kerk is er immers sprake van onderling pastoraat, omdat gelovigen worden opgeroepen om als broeders en zusters naar elkaar om te zien. Dit betekent dat de pastor niet altijd een professional of ambtsdrager hoeft te zijn.

### Afstand en nabijheid
Tijdens het pastorale gesprek is er een onderscheid en ongelijkheid in rollen, de een is pastor, de ander gesprekspartner. Volgens Gerben Heitink schept deze ongelijkheid afstand en die afstand kan nabijheid mogelijk maken. De pastor is geen vriend, die men wil sparen, de pastor is ook geen partij en voelt zich meestal niet persoonlijk aangesproken. Deze afstand, schept ruimte voor nabijheid. De gesprekspartner kan zich juist door deze afstand vrij voelen om te spreken.

### Professional
Predikant of pastoor zijn wordt steeds meer een gewoon beroep, waarbij competenties worden gevraagd. Alleen het feit dat men ambtsdrager is, is niet (meer?) voldoende. Er zijn twee soorten competenties, volmachtscompetenties en bekwaamheidscompetenties. De volmachtscomptenties betreffen de zaken waartoe men bevoegd is (het bedienen van de sacramenten). De bekwaamheidscompetenties betreffen bijvoorbeeld de kennis van (ontwikkelings)psychologie, gesprekstechnieken en theologie of geloofsleer.

### Ambtelijk (?)
In veel gevallen zal een professional pastor een academische opleiding hebben genoten en een ambt bekleden, daar de meeste pastores opgeleid zijn tot pastoor of predikant. Naast de predikant of pastoor zijn er kerken en instellingen waar een pastoraal werker pastoraat bedrijft. Deze pastor heeft vaak een HBO-opleiding in de theologie afgerond, maar geen ambtelijke bevoegdheid. De voordelen van het ambt zijn ambtelijke bevoegdheid (het bedienen van de sacramenten (doop, avondmaal/eucharistie, ziekenzalving) en het ambtsgeheim. Gerben Heitink waarschuwt ervoor dat wanneer de persoon schuilgaat achter het ambt, de predikant als mens, vrouw of man, onherkenbaar wordt.
Hoewel alle gelovigen worden opgeroepen zich in te laten schakelen in Gods pastorale bewogenheid, ontvangen sommigen een bijzondere plaats, zij worden door God gezonden. Men kan hierbij aan de ambtsdragers denken. Jezus zegt in Johannes 13 vers 20 'als iemand hem ontvangt die Ik zal zenden, ontvangt hij Mij, en wie Mij ontvangt, ontvangt Hem Die Mij gezonden heeft' (Herziene Statenvertaling).